# Karle Sándor
Karle Sándor József, OSB (Zsámbék, 1885. december 31. - Eger, 1945. augusztus 9.) bencés szerzetes, gimnáziumi tanár.

## Élete
1904-ben belépett a bencés rendbe, majd Pannonhalmán teológiát tanult, 1911-től pedig a Budapesti Tudományegyetemen latin–német szakos tanári oklevelet szerzett. Június 4-én ünnepi fogadalmat tett; június 29-én szentelték pappá.
Komáromban lett gimnáziumi tanár, ahol 1913 végén a Jókai Egyesület régiségtárának őre lett. 1924-től Celldömölkön hitoktató, majd Győrött gimnáziumi tanár. 1925-től Pannonhalmán gimnáziumi igazgató, 1928-tól Budapesten, 1929-től Győrött, 1930-tól Esztergomban gimnáziumi tanár, 1931-től Pannonhalmán főiskolai tanár. 1931–1935 között Tihanyban volt nyugdíjas, 1935–1936-ban Budapesten, 1936–1945 között Egerben betegeskedett.
A cserkészet egyik hazai meghonosítója; a Tábortűz c. folyóiratban jelentek meg írásai.

## Művei

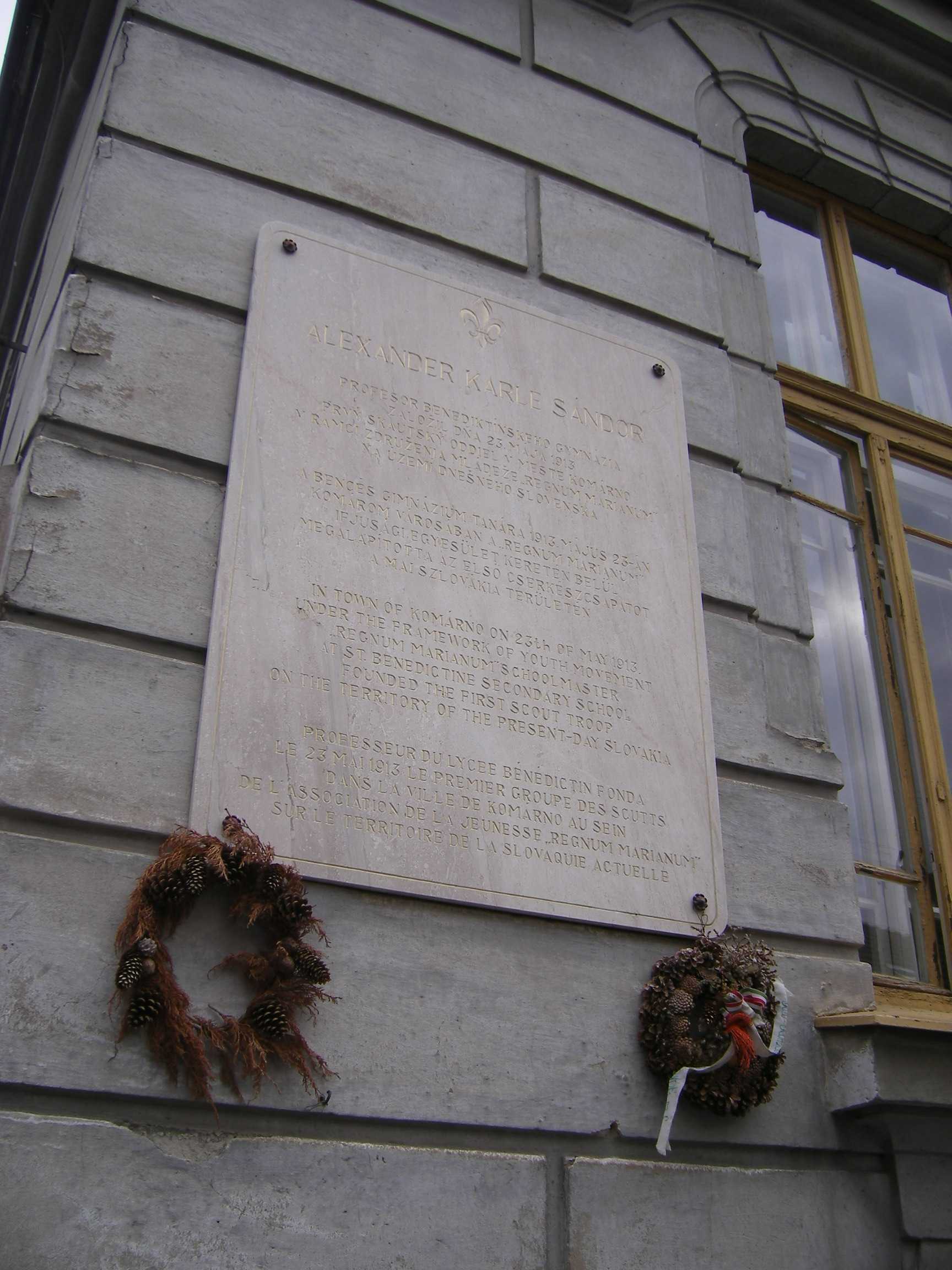
Emléktábla Komáromban

- Cserkész nótáskönyv, Komárom, 1914